# Aggtelek
Aggtelek is een dorp en gemeente in het Hongaarse comitaat Borsod-Abaúj-Zemplén, in het noordoosten van het land, tegen de grens van de Slowaakse regio Košice. Het dorp heeft 628 inwoners (2001).

## Geografie
Het dorp is gelegen in een landbouwenclave in een bosrijke omgeving.
Aggtelek is hoofdzakelijk bekend door de hoofdingang van de Baradlagrot, een druipsteengrot van een totale lengte van 26 km, die op de Werelderfgoedlijst staat.
Tevens is Aggtelek bekend door het Nationaal Park Aggtelek, wat een onderdeel vormt van de Slowaakse Karst, wat tevens op de werelderfgoedlijst staat. Het hoofdkantoor van het park bevindt zich in het nabijgelegen dorp Jósvafő.

## Geschiedenis
Het gebied werd bewoond sinds de oudheid, echter na de Mongoolse invasie van Hongarije was het gebied voor een tijd lang verlaten. De naam van het dorp werd voor het eerst genoemd in 1295 als
Ogogteluk.
In 1858 verwoestte een brand het dorp. Gedurende de Tweede Wereldoorlog lag Aggtelek nabij de frontlinies, wat nog meer schade teweegbracht.